# لایونز (جورجیا)
لایونز (به انگلیسی: Lyons, Georgia) یک شهر در ایالات متحده آمریکا با جمعیت ۴٬۱۶۹ نفر است که در جورجیا واقع شده‌است.

## موقعیت جغرافیایی
موقعیت جغرافیایی شهرها و مناطق اطراف به شرح زیر است: